# Duché de Castro
Pour les articles homonymes, voir Castro.
1537-–1649
Entités précédentes :
- États pontificaux

Entités suivantes :
- États pontificaux

Le duché de Castro fut un fief de l'Italie centrale administré comme un État indépendant par les Farnèse de 1537 à 1649 ; il comprenait une petite zone territoriale de l'actuelle région du Latium et s'adossait à la  Toscane. Il fut « annexé » par les États pontificaux.

## La création
Le duché de Castro et de Ronciglione est créé par le pape Paul III Farnèse (1534-1549), par la  bulle Videlicet immeriti du 31 octobre 1537, pour consolider les possessions de famille et pour favoriser son fils Pier Luigi et sa descendance masculine. Le duché a une existence brève, à peine plus de 110 ans et il est éclipsé par les possessions des Farnèse dans la région de Parme.

## Les frontières
Le duché de Castro s'étend de la  mer Tyrrhénienne au lac de Bolsena, dans une bande de terre délimitée par le fleuve Marta et par le fleuve Fiora, remontant jusqu'à l'affluent Olpeta et au lac de Mezzano. Les duchés de  Latera et le comté de Ronciglione sont annexés au duché.
Le duché de Castro comprend les sites suivants : Castro qui en raison de sa position stratégique devient la capitale, Montalto, Musignano, Ponte della Badia, Canino, Cellere, Pianiano, Arlena, Tessennano, Piansano, Valentano, Ischia, Gradoli, Grotte, Borghetto, Bisenzio, Capodimonte, Marta, le îles de Bisentina et Martana, Ronciglione, Caprarola, Nepi, Carbognano, Fabrica di Roma, Canepina, Vallerano, Vignanello, Corchiano et Castel Sant'Elia.

## Castro, capitale du duché

### Histoire de Castro
Castro est la capitale et la résidence du duc. C'est une vieille ville à proximité du fleuve Fiora et qui se situe au cœur de l'Étrurie méridionale dans la maremme laziale, aujourd'hui dans le territoire de la commune de Ischia di Castro dans la Province de Viterbe. Elle est détruite en 1649 après le siège et la déportation de ses habitants.
Les origines remontent à la préhistoire, des traces ont été retrouvées dans la localité de Chiusa del Vescovo et de l'Infernaccio. Elle est le siège d'une ville étrusque, peut-être Statonia. Dans les nécropoles, de nombreuses sépultures sont présentes dont la Tomba della Biga découverte par des archéologues belges en 1967.
Au Moyen Âge, le château appartient à une femme, et cette situation singulière donne le nom de Castrum Felicitatis.  Le village s'agrandit et devient une ville obtenant une certaine autonomie communale sous l'autorité du pape qui la défend des seigneurs toscans et laziales. 

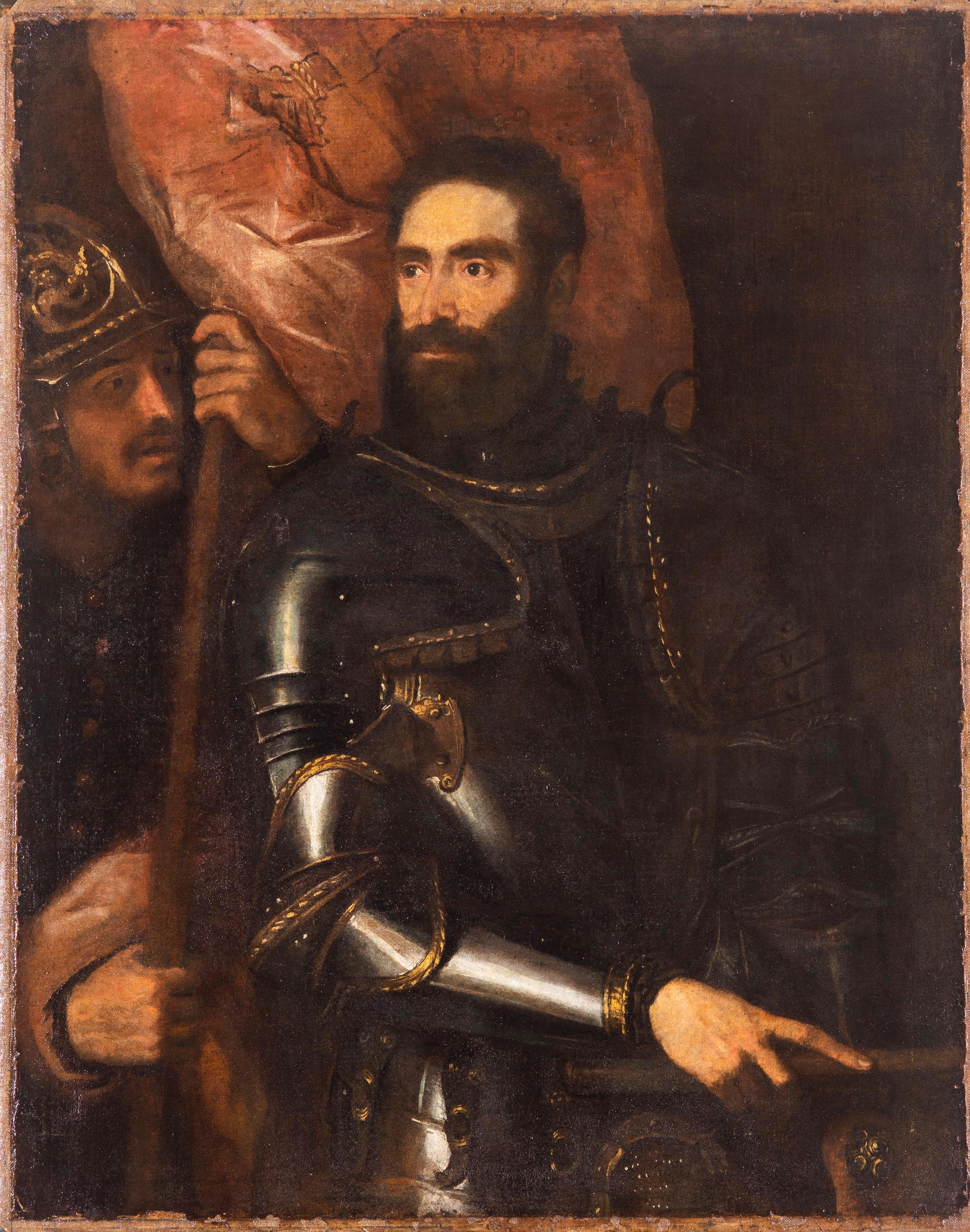
Portrait de Pierre Louis Farnèse
peint par Titien (v. 1546)
Musée di Capodimonte, Naples

En 1527, une forte faction emmenée par Antonio Scaramiccia et Giacomo (Jacopo) Caronio tente de pendre le pouvoir et organise un coup d'État. Il demande la protection de Pierre Louis Farnèse qui accepte en entre pacifiquement dans la ville, accueilli avec joie par les habitants. Les lansquenets qui saccagent Rome obligent Clément VII à fuir Orvieto. Il découvre alors la situation et ordonne à Pierre Louis de quitter Castro. Pierre Louis quitte la ville en novembre et immédiatement après, le pape demande à Gian Galeazzo Farnèse, cousin de Pierre Louis et seigneur de Latera, d'infliger une punition exemplaire aux habitants de Castro,
À l'aube du 28 décembre, jour qui par ironie est dédié à saint Innocent, Gian Galeazzo pénètre dans la ville et saccage Castro. Le saccage est décrit en 1575 par le notaire Domenico Angeli, habitant de Castro dans De Depraedatione Castrensium et suae Patriae Historia (le sac de Castro et l'histoire de sa patrie). Selon Domenico Angeli, Gian Galeazzo réussit à entrer dans Castro par la porte de Santa Maria que les habitants utilisaient pour se rendre à une source, unique point de ravitaillement en eau.
Le 31 octobre 1537, la ville passe aux mains des Farnèses, Castro ajoute à ses armes les symboles des farnèse composés d'un lion rampant, de trois lys bleus et la devise “Castrum Civitas Fidelis”. Mais Castro est encore dévasté par le saccage de Gian Galeazzo Farnèse, beaucoup d'habitants ont fui et la ville est réduite à un petit village pauvre. Les Farnèse, assistés de Antonio da Sangallo le Jeune, reconstruisent complètement la ville de Castro, ajoutant des fortifications, des palais publics, des routes, des maisons, pratiquement la ville entière qui devient un chantier et peu à peu se transforme en une splendide ville de la Renaissance. Les Farnèses instituent aussi leur propre monnaie.

### La ville de Castro
Beaucoup de visiteurs de Castro, parmi lesquels Annibal Caro, historien et homme de lettres sont très touchés par la beauté de la ville et il a laissé des descriptions détaillées. La ville se situe sur une colline entouré pour moitié par le torrent Olpeta. Pour accéder à Castro, il faut traverser un pont à deux arcades. Le cœur de la ville est occupé par la place Maggiore qu'une fontaine occupe en son centre et sur laquelle se trouvent le palais de la monnaie et l'"hostaria" (appelé par les habitants,Palazzo del Duca in Piazza) pour accueillir les hôtes du duc. Sur la place et les rues environnantes se trouvent les palais des citoyens les plus importants. Les dessins du palais ducal réalisés par Sangallo et conservés à Florence montrent un palais de style mi-palais forteresse du XVe siècle et mi-palais luxueux du XVIIe siècle. Castro a des routes et des places de briques ce qui est assez rare au XVIe siècle.

## Le déclin du duché
Après la création du duché de Parme et Plaisance en 1545, les Farnèse se partagent pendant une dizaine d'années entre le premier et le nouveau duché. Devenu duc de Parme, Pierre Louis cède Castro à son fils Octave, et à son tour après la tragique mort de Pierre Louis, il passe Castro à son frère Horace. Horace meurt sans descendance, le duché de Castro revient à Octave.
À la mort d'Octave, le duché passe à son fils Alexandre Farnèse qui ne s'y rend jamais parce qu'il vit dans le nord de l'Europe, assumant périodiquement la charge de gouverneur de Flandre.
Le déclin du duché débute avec Ranuce Ier, fils d'Alexandre, qui hérite d'une situation financière catastrophique.
Son successeur, Édouard Ier Farnèse ne cherche pas à assainir la situation, au contraire, il déclare la guerre à l'Espagne sans même avertir le pape Urbain VIII qui réussit cependant à régler la crise au travers des canaux diplomatiques. Ces mauvais choix politiques affaiblissent encore plus sa position financière, il hypothèque le duché et obtient un prêt d'Urbain VIII.
L'importance stratégique des territoires du duché qui se trouvent à proximité des États pontificaux conduisent le pape à accentuer la pression sur les Farnèse incapables d'honorer leurs dettes.

## La première guerre de Castro (1641-1644)
Les causes lointaines de la première guerre de Castro peuvent être retrouvées dans la politique expansionniste de la famille Barberini qui trouve sur sa route Édouard Farnèse. Prenant comme prétexte la position du duché de Castro, créé en partie sur les territoires du patrimoine de Saint Pierre en Tuscia, Urbain VIII, Maffeo Barberini, de connivence avec deux neveux, le cardinal Francesco et le cardinal Antonio, décide de soustraire aux Farnèse les privilèges et les possessions dont la famille bénéficie depuis plusieurs siècles en les poussant à la faillite.
Après avoir cherché à se faire vendre le duché, les deux frères cherchent d'autres moyens pour mettre en difficulté Édouard.
En 1639 Les banquiers Siri et Sacchetti et le préfet de Rome, le neveu du pape, Taddeo Barberini, dénoncent l'adjudication des gains de Castro, se plaignant de l'abaissement du prix du grain et niant à Édouard les gains convenus ce qui le met dans une situation plutôt délicate : les créditeurs lui ayant concédé des prêts en présageant des futures rentes du duché réclament leur argent.
Deux décrets du camerlingue, le cardinal Antonio Barberini, aggravent la situation du duc, qui interdisent l'extraction du grain, privilège de tout temps du Saint-Siège et ordonne la construction d'une route de Sutri à Rome pour absorber tout le trafic qui précédemment passait par Ronciglione (1641).
Malgré les tentatives d'Édouard d'aplanir ces difficultés, les Barberini ne cèdent pas et même prennent comme prétexte la possible faillite des Monts farnésiens pour occuper le duché et séquestrer les biens présents dans l'état pontifical des Farnèse.
L'occupation du duché de Castro par les troupes pontificales commence le 27 septembre 1641. Par réaction, les troupes des Farnèse entrent dans les États de l'Église prenant la ville d'Acquapendente et faisant craindre au pape un nouveau saccage de Rome. 
La première partie de la guerre se conclut avec la négociation d'un traité de paix à Castel Giorgio qui prévoit le retrait des forces farnésiennes. Les négociations échouent le 26 octobre 1642 et Édouard perd son avance dans les territoires pontificaux au profit des Barberini qui organisent leur défense. 
Édouard tente de reconquérir Castro par des expéditions militaires sur terre et sur mer, ce qui mène à la seconde phase du conflit : une ligue se créée entre le Ferdinand II de Médicis, grand duc de Toscane, la république de Venise et le duc de Modène qui craignent les visées expansionnistes des Barberini. Ceux-ci incitent à la restitution du duché au légitime propriétaire, les alliés qui jusqu'à présent n'avait que soutenu moralement Édouard entrent en guerre au début de 1643.
Après une grave défaite des troupes pontificales à la bataille de Lagoscuro, la première guerre de Castro se termine avec le traité de Ferrare du 31 mars 1644 qui grâce à l'aide diplomatique française restitue le duché au Farnèse et les réconcilie avec le saint-siège. L’accord est scellé l'année suivante avec la nomination du frère d'Édouard, François, cardinal.

## La seconde guerre de Castro (1646-1649)
À la mort d'Édouard (1646), son fils âgé de 16 ans Ranuccio II, hérite en plus des dettes, d'une guerre à peine terminée. Alors que sont en cours les négociations entre le duché et la papauté pour la nomination du nouvel évêque, le pape Urbain VIII meurt. Giovanni Battista Pamphilj, avec pour nom Innocent X (1644-1655) lui succède. La famille du pape est celle qui a consenti le plus de crédits aux Farnèse.
Le 17 avril 1648 le pape sans consulter Ranuce, nomme évêque de Castro monseigneur Cristoforo Giarda. Ranuce lui interdit l'entrée jusqu'à un accord avec Rome. Un an passe sans que la correspondance épistolaire ne réussisse à débloquer la situation aussi le pape ordonne à l'évêque de prendre possession de son diocèse. Le 18 mars 1649, sur la route qui va de Rome à Castro, à proximité de Monterosi, il est victime d'un guet-apens réalisé par Ranuccio Zambini de Gradoli et Domenico Cocchi de Valentano. Innocent X attribue immédiatement la responsabilité du guet-apens à Ranuce et ordonne au gouverneur de Viterbo, Giulio Spinola, d'instruire un procès pour établir la responsabilité de l'homicide d'où la décision d'attaquer le duché.
Par les manœuvre de la famille Barberini et de Olimpia Maidalchini, indiscutable « patronne » de Rome, Innocent X déclare la guerre aux Farnèse. Lors de l'été, les troupes ducales sont battues à Tuscania, Castro, assiégée, capitule le 2 septembre 1649. Le colonel Sansone Asinelli, au nom du duc qui a fui à Parme, signe la capitulation.
Huit mois après le pape en ordonne la destruction totale, tous les édifices sont rasés jusqu'au sol y compris l'église principale. Le duc Ranuce, dans l'impossibilité de régler ses dettes doit accepter la perte du duché.

## La destruction

### Les témoignages de la destruction
Le siège de l'évêché est déplacé à Acquapendente.
Les trésors artistiques sont cédés aux nobles familles romaines. Le destin de certains sont connus : les cloches de la cathédrale se trouvent aujourd'hui dans l'église Sant'Agnese à Rome, le simulacre de Marie Immaculée qui se trouve dans la cathédrale est déplacé dans une église de Acquapendente.
Début 1985, l'historien Romualdo Luzi publie dans la revue Barnabiti Studi l'inédit «Giornale» dell'Assedio, presa e demolizione di Castro (1649) dopo l'assassinio del Vescovo barnabita Mons. Cristoforo Giarda. 
Le manuscrit complète par des informations précieuses et de tout évidence inédites, les informations rares relatives à cette terrible année pour la maremme laziale. La chronique qui débute le 1er juin et se termine le 3 décembre et rend compte de chaque détail de la démolition, du transport de l'artillerie et des « autres munitions » à Civitavecchia.

### Qui fu Castro
Le mémoire envoyé par "l'Em. Card. Barberini à la Sainteté de N.S. Pape Innocent X" fait mention d'une inscription : « il fut disséminé le sel et édifiée une pyramide qui porte une mention « Ici fut Castro ». »
En réalité, il n'y a jamais eu de trace de cet écrit.

### Le miracle de Castro
En 1649, alors que les soldats pontificaux s'activent à détruire Castro, deux ouvriers racontèrent que dans la tentative de détruire une petite chapelle sur le côté ouest de la ville, leurs bras furent paralysés par une force mystérieuse. Dans cette chapelle étaient peints Jésus sur la croix, la Vierge et saint Antonio. Les ouvriers qui ne réussissaient pas à démolir avec des pioches essayèrent avec de la poudre mais la force mystérieuse empêcha la destruction de la chapelle. On cria au miracle et pendant des mois, les habitants de Castro se rendirent à la chapelle pour prier et rappeler l'amer destin de leur ville. Le cardinal Spinosa ordonna en 1655 le déplacement des peintures dans sa maison romaine. Le matin suivant, les peintures étaient de nouveau en place dans la chapelle. L'Église reconnu comme miraculeux les faits de Castro et en 1871, un sanctuaire fut construit.

## Tentatives de récupération et annexion à la papauté
Grâce à l'aide du roi d'Espagne et du grand duc de Toscane, par un acte rédigé le 19 décembre 1649, Ranuce, reconnaissant l'impossibilité de payer les dettes de la famille, cède les biens et droits sur le duché à la chambre apostolique pour le montant de 1 629 750 écus. Avec cet acte, la chambre apostolique endosse toutes les dettes des Farnèse et concède au duc la faculté de rachat en remboursant le montant en une seule fois dans une limite de temps de huit ans. Le palais Farnèse à Rome et palais Farnàse à Caprarola sont exclus de cet acte.
Au terme des huit années, Ranuccio n'a pas réuni la somme nécessaire ainsi Alexandre VII par la bulle du 24 janvier 1660 déclare le duché De non infeudandis donc définitivement rattaché au Saint-Siège.
Grâce à l'aide du roi de France Louis XIV, en 1664, une prorogation d'une durée de huit ans est de nouveau promulguée avec la possibilité de réaliser le paiement en deux fois mais compte tenu de la situation économique toujours plus compromise de la maison Farnèse, cette prorogation s'avère infructueuse.
Le territoire du petit état est définitivement agrégée à la province pontificale du patrimoine de Saint Pierre (en Tuscia).
Lorsque le dernier roi des Deux-Siciles, François II, perdit son royaume en 1861 lors de l'unification de l'Italie, il décida de reprendre le titre de duc de Castro, en tant qu'héritier de la dernière représentante de la Maison de Farnèse, Élisabeth, qui épousa ensuite Philippe V de Bourbon. Ce titre est aujourd'hui encore porté par le prétendant au trône de la Maison de Bourbon des Deux-Siciles.